# Золотая жила
«Золотая жила» — приключенческий кинофильм.

## Сюжет
Пилот и авантюрист Жан Дюпре со своей подругой Андреа отправляются в глухие дебри Британской Колумбии на поиски заброшенной шахты, где по их информации, может находиться неразработанная золотоносная жила. Однако полёт на небольшом моноплане (DHC-2 Beaver) оказывается неудачным — потерявший управление самолёт падает в лесное озеро, а чудом выжившие при падении золотоискатели остаются один на один с дикой природой.

## В ролях
- Чарлтон Хестон
- Ким Бейсингер
- Ник Манкузо
- Джон Марли

## Съёмочная группа
- Режиссёры: Чарлтон Хестон, Фрейзер Кларк Хестон
- Продюсеры: Фрейзер Кларк Хестон, Лес Кимбер, Мартин Шэфер
- Сценаристы: Фрейзер Кларк Хестон, Эндрю Шайнмен, Мартин Шэфер
- Композитор: Кеннет Уоннберг
- Оператор: Ричард Лайтермен